# Mō, shimasen kara
Mō, shimasen kara (もう、しませんから?) (conosciuto anche come もうしま (Mōshima?)) è un manga shōnen creato da Hideo Nishimoto e pubblicato in Giappone dalla Kōdansha nello Shonen Jump a partire dal 2004. La serie è un documentario creato dall'autore riguardanti i manga ed il modo in cui vengono creati dai rispettivi mangaka.

## La storia e lo stile
Il titolo completo della serie è "Le ricerche sui magazine di Hideo Nishimoto: Non lo faccio più!" (西本英雄のマガジン調査隊（仮） もう、しませんから?, Nishimoto Hideo no magajin chōsa (kari) mō shimasen kara). Il protagonista della serie è lo stesso Nishimoto, che passa attraverso varie avventure ed attraverso gli studi di mangaka famosi.
Questa serie tuttavia è caratterizzata dal basso numero di pagine che comprendono un solo file. Infatti, a differenza di famose serie dello Shōnen Magazine, quali Rave, Fairy Tail o Negima, Moshima ha capitoli della lunghezza di 5 o 6 pagine, e ciò causa una grande distanza tra le pubblicazioni dei vari volumi.
Caratteristico è anche il modo di rappresentare i personaggi, diversi dalle solite serie, in quanto lo stesso Nishimoto e gli altri mangaka vengono rappresentati in modo veloce e garantendo sempre il riconoscimento della persona.
All'interno dei capitoli sono anche presenti alcuni riquadri presi da fotografie.

## Mangaka apparsi
Tutti i mangaka che appaiono in questa serie hanno lavorato, o lavorano tuttora, nello Shōnen Magazine.
- Satoru Akahori

È l'autore di titoli quali Sakura Wars e Bakuretsu Hunter.
- Ken Akamatsu

L'autore di serie quali Negima e Love Hina.
- Rando Ayamine

È il disegnatore di Get Backers e fu uno degli assistenti di Tohru Fujisawa durante la pubblicazione di GTO.
- Ito Oogure

Attualmente l'autore di Air Gear, è il creatore di Burn-Up Excess ed Inferno e paradiso.
- Yūkō Osada

Un giovane mangaka che debuttò nel 2005 sullo Shōnen Magazine con la serie Toto the wonderfull adventure.
- CLAMP

Le famose autrici di moltissimi manga, che hanno prodotto per lo Shōnen Magazine la serie Tsubasa RESERVoir CHRoNiCLE.
- Jin Kobayashi

L'autore di School Rumble.
- Kouji Seo

Il mangaka di Suzuka.
- Hiro Mashima

Autore di Rave e Fairy Tail, famosi manga pubblicati anche in Italia.
- Makoto Yukimura

L'autore della famosa serie Planetes e di Vinland Saga.

## Tankōbon
| Nº | Volume   | Data di prima pubblicazione             | Data di prima pubblicazione |
| Nº | Volume   | Giapponese                              |                             |
| 1  | Volume 1 | 17 maggio 2005 ISBN 4-06-363534-1       |                             |
| 2  | Volume 2 | 17 novembre 2005 ISBN 4-06-363602-X     |                             |
| 3  | Volume 3 | 17 maggio 2006 ISBN 4-06-363671-2       |                             |
| 4  | Volume 4 | 14 dicembre 2006 ISBN 4-06-363766-2     |                             |
| 5  | Volume 5 | 15 giugno 2007 ISBN 978-4-06-363843-1   |                             |
| 6  | Volume 6 | 17 dicembre 2007 ISBN 978-4-06-363930-8 |                             |